# Buzescu (gmina)
Buzescu – gmina w Rumunii, w okręgu Teleorman. Obejmuje tylko jedną miejscowość Buzescu. W 2011 roku liczyła 3922 mieszkańców. 